# 弗拉斯季米尔·布勃尼克
弗拉斯季米尔·布勃尼克（捷克語：Vlastimil Bubník，1931年3月18日—2015年1月6日），捷克男子足球、冰球运动员。他曾代表捷克斯洛伐克参加1952年、1956年、1960年和1964年冬季奥林匹克运动会冰球比赛，其中1964年冬季奥运会获得一枚铜牌。